# Wital Ciecierau
Wital Ciecierau (biał.  Віталь Цецераў, ros. Виталий Тетерев; ur. 7 stycznia 1983 w Nowopołocku) – białoruski szachista, arcymistrz od 2007 roku.

## Kariera szachowa
W latach 1995–2002 kilkukrotnie reprezentował Białoruś na mistrzostwach świata i Europy juniorów w różnych kategoriach wiekowych. Normy na tytuł arcymistrza wypełnił w 2002 (dz. I m. w Orle, wspólnie z Igorem Łucko), 2004 (dz. I m. w Zaporożu, wspólnie z Władimirem Rogowskim) oraz 2006 roku (dz. II m. w Orle, za Giennadijem Matjuszynem, wspólnie z Dmitrijem Maksimowem). Do innych jego sukcesów należą:
- I m. w Kobryniu (2002, mistrzostwa Białorusi do 20 lat),
- dz. I m. w Płungianach (2003, wspólnie z Władysławem Worotnikowem),
- I m. w Kłajpedzie (dwukrotnie – 2005 oraz 2006, wspólnie z Igorem Łucko),
- dz. I m. w Zwienigorodzie (2007, wspólnie z Aleksiejem Gubajdullinem i Maratem Askarowem).

Reprezentował Białoruś w turniejach drużynowych, m.in.:
- dwukrotnie na olimpiadach szachowych (w latach 2010, 2012); medalista: indywidualnie – złoty (2010 – na III szachownicy)[2],
- na drużynowych mistrzostwach Europy (w roku 2013)[3].

W 2002 r. zanotował rzadko spotykany przyrost punktów rankingowych, w ciągu zaledwie jednego okresu rankingowego (3 miesiące) zyskując 165 punktów. Najwyższy ranking w dotychczasowej karierze osiągnął 1 listopada 2010 r., z wynikiem 2539 punktów zajmował wówczas 9. miejsce wśród białoruskich szachistów.